# Virginia Slims of California 1988
Il Virginia Slims of California 1988 è stato un torneo di tennis giocato sul cemento indoor. È stata la 18ª edizione del torneo, che fa parte della categoria Tier III nell'ambito del WTA Tour 1988. Si è giocato a Oakland negli Stati Uniti, dal 15 al 21 febbraio 1988.

## Campionesse

### Singolare
Martina Navrátilová ha battuto in finale  Larisa Neiland con il punteggio di 6–1, 6–2.

### Doppio
Rosemary Casals /  Martina Navrátilová hanno battuto in finale  Hana Mandlíková /  Jana Novotná con il punteggio di 6–4, 6–4.